# Station Otsukyo
Station Ōtsukyō  (大津駅,  Ōtsukyō-eki) is een spoorwegstation in de Japanse stad Ōtsu. Het wordt aangedaan door de Kosei-lijn. Het station heeft vier sporen, gelegen aan twee eilandperrons.

## Treindienst

### JR West
| 1,2 | ■ Kosei-lijn | richting Katata en Omi-Imazu       |
| 3,4 | ■ Kosei-lijn | richting Yamashina, Kioto en Ōsaka |

## Geschiedenis
Het station werd in 1974 onder de naam Nishi-Ōtsu geopend. In 2008 kreeg het de huidige naam. 

## Overig openbaar vervoer
Bussen van Keihan en de Ōmi Spoorwegmaatschappij.

## Stationsomgeving
- Station Keihan-otsukyo aan de Ishiyama-Sakamoto-lijn
- Satdhuis van Ōtsu
- Æon Nishi-Ōtsu (winkelcentrum):
  - Kentucky Fried Chicken
  - McDonald's
- FamilyMart
- First Tower Ōtsu Mary (woontoren)
- Ōjigaoka-park
- Tombe van keizer Kōbun
- Autoweg 161
- Hotel Nishi-Ōtsu

(Kioto) · Yamashina · Ōtsukyō · Karasaki · Hieizan Sakamoto · Ogoto-onsen · Katata · Ono · Wani · Hōrai · Shiga · Hira · Ōmi-Maiko · Kita-Komatsu · Ōmi-Takashima · Adogawa · Shin-Asahi · Ōmi-Imazu · Ōmi-Nakashō · Makino · Nagahara · Ōmi-Shiotsu (>> Hokuriku-lijn)